# Cité Napoléon
La cité Napoléon située au 58-60, rue de Rochechouart et 25, rue Pétrelle, dans le 9e arrondissement de Paris est la première cité ouvrière de Paris.

## Historique
Elle a été construite entre 1849 à 1851 par l’architecte Marie-Gabriel Veugny dit « Veugny aîné » (1785 – vers 1856) à la demande de Louis-Napoléon Bonaparte qui venait d'être élu à la présidence de la Deuxième république le 10 décembre 1848.

## Charles Louis Napoléon Bonaparte et les ouvriers
Durant sa captivité au fort de Ham, Louis Napoléon Bonaparte avait rédigé un petit opuscule d'une trentaine de pages, De l'extinction du paupérisme, publié en 1844. Ce petit ouvrage ne traite pas des logements sociaux mais des colonies agricoles qu'il souhaite développer pour diminuer la population misérable attirée par les villes.
Louis Napoléon Bonaparte a été élu député de Paris aux élections complémentaires des 4 et 5 juin 1848 à l'Assemblée nationale, soutenu par le parti de l'Ordre grâce aux actions de ses partisans rappelant le Premier Empire, mais aussi par une part importante des ouvriers attirés par les idées sociales qu'il défendait, à la suite de son séjour à Londres. Le parti conservateur, qui sort renforcé de ces élections, supprime les ateliers nationaux le 21 juin. Il cherche à se concilier la classe ouvrière parisienne qui vient de subir la répression des journées de Juin.
Il va reprendre une partie du programme qu'avait proposé le Parlement du travail qui avait été mis en place le 10 mars 1848. Ce programme prévoyait de construire dans chaque quartier de Paris « un familistère assez considérable pour loger environ quatre cents familles d'ouvriers, dont chacune aurait son appartement séparé et auxquelles le système de la consommation aurait assuré sur une grande échelle, en matière de nourriture, de loyer, de chauffage, d'éclairage, le bénéfice des économies qui résultent de l'association ».
Il envoie en 1850 une délégation en Angleterre pour étudier les logements ouvriers et les méthodes employées pour permettre leur construction. La même année, il fait traduire l'œuvre d'un architecte anglais spécialiste de ces constructions, Henry Roberts : Des habitations des classes ouvrières. Leur composition et leur construction avec l'essentiel d'une habitation salubre (The Dwelling of the Labouring Classes, Their Arrangement and Construction).
Dans le même temps, il décide de réaliser une cité ouvrière modèle. Une société au capital de 6 millions de francs est créée en février 1849, dirigée par l'ingénieur civil Joseph Eugène Chabert. Le président fait un don de 500 000 francs le 12 janvier 1849. La première cité doit être comprise rue Rochechouart, à l'angle de la rue Pétrelle. Mais le programme a été réduit par rapport à celui défini en 1848. De plus, l'idée d'association, mal vue dans cette période d'ordre quand elle est mise en pratique par les ouvriers, a été abandonnée.

## La cité Napoléon
Les quatre bâtiments qui la composent donnent sur un grand jardin arboré avec une fontaine.
Le bâtiment le plus original, terminé en 1851, est celui qui longe la rue Marguerite-de-Rochechouart. Pour éviter l'apparence d'une caserne, l'architecte l'a composé de deux corps de logis parallèles qui sont reliés par des passerelles et des escaliers. Cette partie centrale est éclairée grâce à une toiture vitrée. Il est construit sur des caves et comprend quatre étages et 86 logements. Les logements étaient loués 100 francs pour les pièces sans feu et 150 francs pour les pièces chauffées. Au total, quand les logements comprenaient une chambre à feu, un cabinet clair et une petite cuisine, la location pouvait aller jusqu'à 300 francs. Pour lutter contre les maladies, l'architecte avait veillé à l'aération et à l'hygiène. Les toilettes et l'évacuation des eaux usées étaient placées à chaque extrémité du bâtiment ; il y en avait quatre par étage. Les ouvriers qui y logeaient avaient droit à des visites gratuites d'un médecin, à une garderie pour les enfants, un lavoir, un séchoir et un pavillon de bain séparé.
Les autres bâtiments sur cour reprenaient un plan plus traditionnel.
L'accès à la cité se faisait par une entrée unique placée sous la surveillance d'un concierge.
La cité est inaugurée le 18 novembre 1851. Elle ne rencontre pas le succès escompté, probablement parce que les ouvriers n'acceptent pas le règlement draconien imposé, avec notamment un couvre-feu obligatoire à 22 heures.
En 1867, l'ingénieur C. Détain écrit : « Cet ensemble est satisfaisant au point de vue de la propreté générale et de la salubrité, mais son aspect rappelle trop la caserne, l'hôpital ou le cloître. »
La cité Napoléon jouxtait les importants ateliers de manufacture militaire Godillot, dont l'incendie en 1895 faillit détruire tout le quartier. Par ailleurs, l'industriel Alexis Godillot avait son hôtel particulier au 56, rue Marguerite-de-Rochechouart.
Il y n'y eut guère d'autres exemples à Paris de telle architecture : pour les conservateurs, ce type de cités était considéré comme un « repaire » de révolutionnaires et, pour les socialistes, comme des « ghettos » ouvriers placés sous surveillance policière (parce que fermée par une grille).
L’ensemble des immeubles est inscrit monument historique par arrêté du 9 décembre 2003.
Les passerelles et les escaliers le long de la rue Marguerite-de-Rochechouart ont été remis en état en 2011.

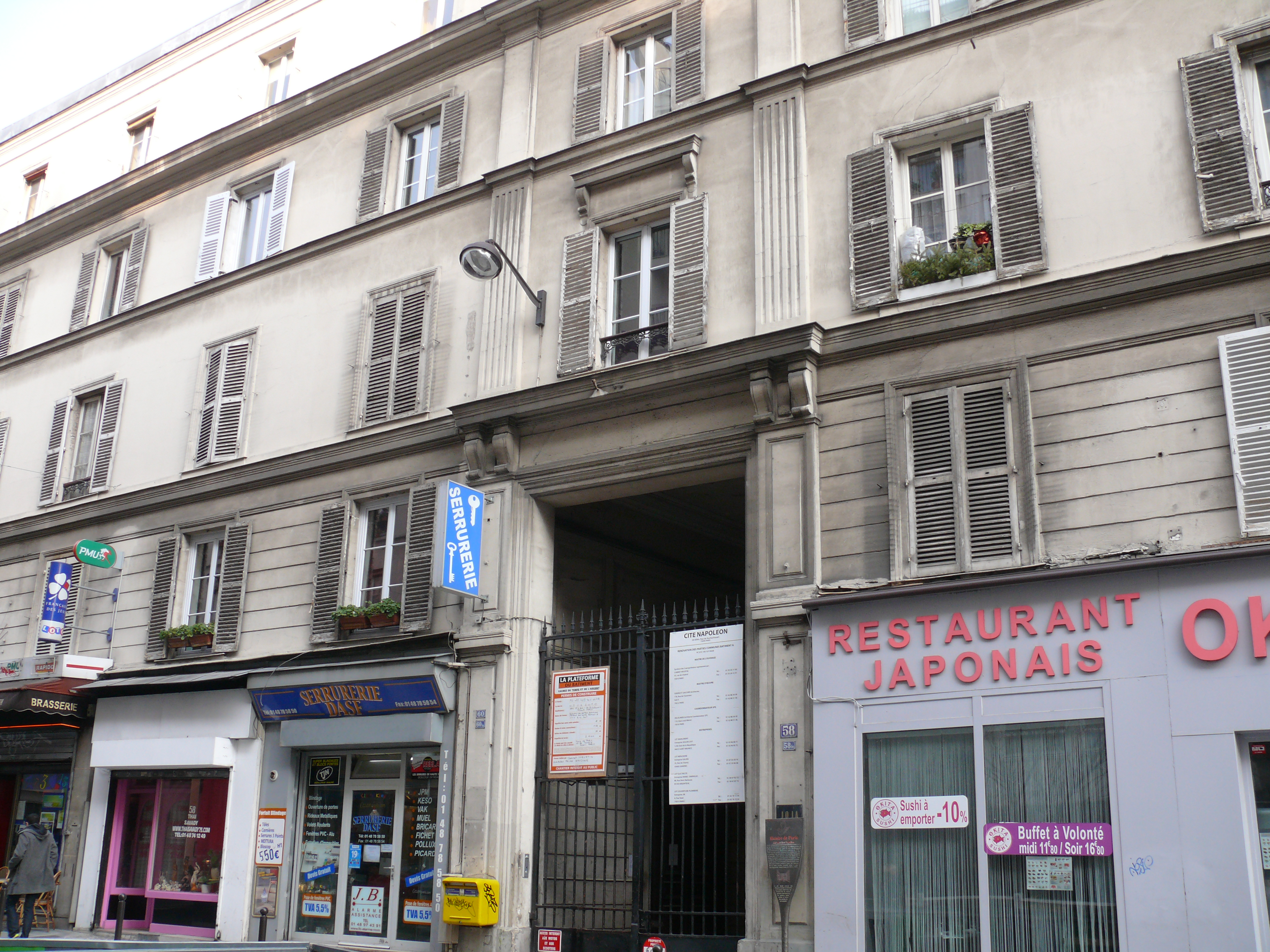
Façade sur rue.
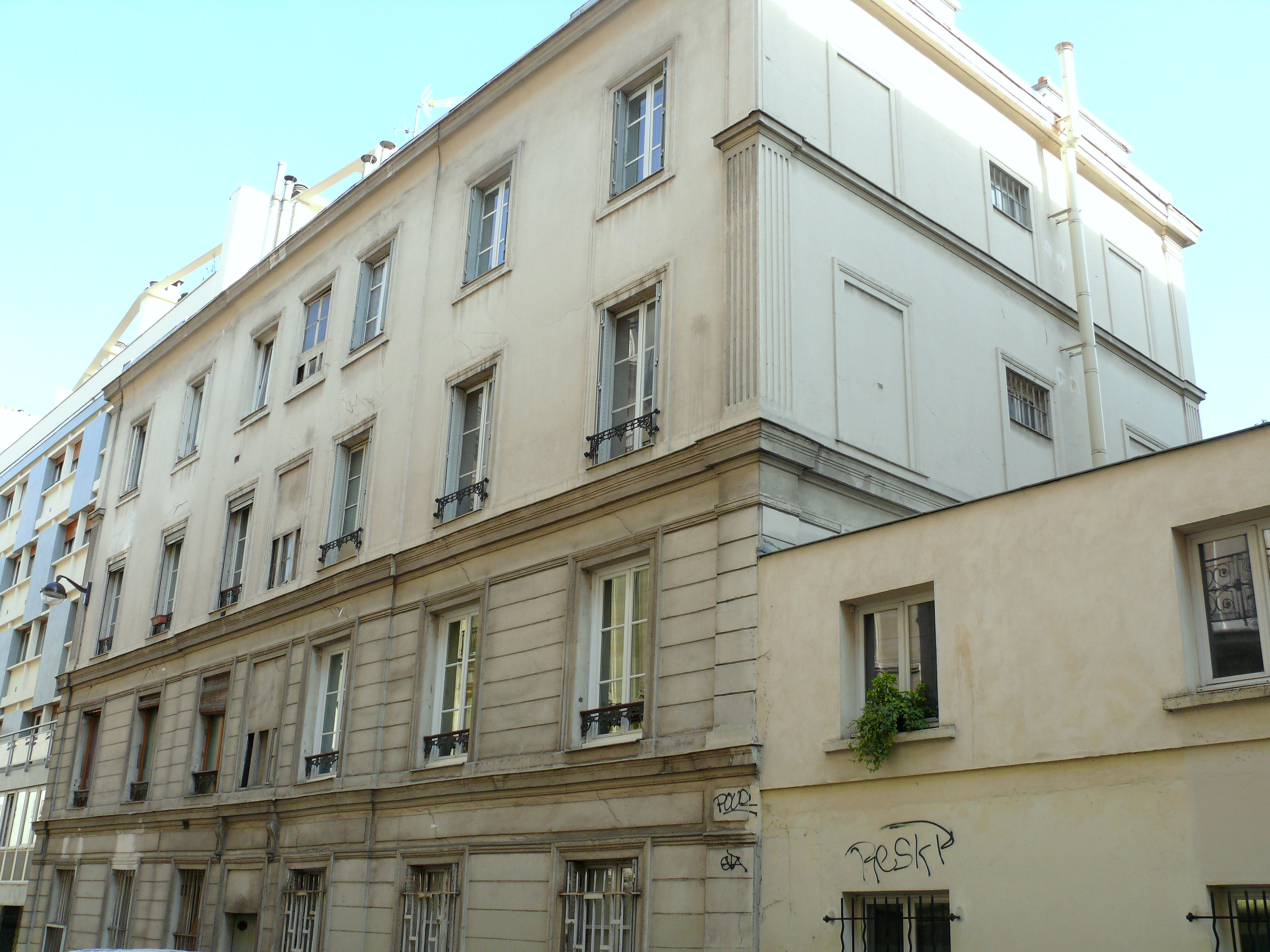
Vue de la rue Pétrelle.